# セルフメイドウーマン 〜マダム・C.J.ウォーカーの場合〜
『セルフメイドウーマン 〜マダム・C.J.ウォーカーの場合〜』（原題: Self Made: Inspired by the Life of Madam C. J. Walker）は、2020年に配信されたアメリカ合衆国のテレビドラマシリーズ。 アレリア・バンドルズの『On Her Own Ground』を原作に、マダム・C.J.ウォーカーの人生を描く伝記ドラマ。出演はオクタヴィア・スペンサー、ティファニー・ハディッシュ、カルメン・イジョゴなど。全4話リミテッド・シリーズで、Netflixが2020年3月20日に全世界へ配信した。

## あらすじ
貧しい洗濯婦の生活から抜け出すためヘアケア製品の販売員を目指すサラ。後にアメリカ初の黒人女性大富豪となった彼女には多くの困難があった。

## キャスト

### メイン
※括孤内は日本語吹き替え。
マダム・C.J.ウォーカー（サラ）
演 - オクタヴィア・スペンサー（田村聖子）
洗濯婦だったが、自身の髪の悩みと黒人女性の地位向上のためにヘアケア製品の会社「マダム・C.J.ウォーカー製造会社」を立ち上げる。
レリア
演 - ティファニー・ハディッシュ（橘U子）
サラの1人目の夫との間の一人娘。
アディー・マローン
演 - カルメン・イジョゴ（本田貴子）
ヘアケア製品の会社を経営し、サラの髪の悩みを解決してくれたが、サラと対立していく。
チャールズ・ジョセフ（CJ）・ウォーカー
演 - ブレア・アンダーウッド（楠大典）
サラの3人目の夫。
クレオファス・ウォーカー
演 - ギャレット・モリス（高桑満）
CJの父。
ランサム
演 - ケヴィン・キャロル
サラの弁護士で腹心の部下。
ジョン・ロビンソン
演 - J・アルフォンス・ニコルソン
レリアの夫でギタリスト。

### ゲスト
スイートネス
演 - ビル・ベラミー
ランサムのいとこで賭博の胴元。
ネッティー
演 - ザーラ・ベンサム
ランサムの妻。
エスター
演 - モーナ・トラオレ
「マダム・CJウォーカー製造会社」で働き、レリアと親しくなる。
ブッカー・T・ワシントン
演 - ロジャー・グーンヴァー・スミス
著名な黒人指導者。
マーガレット・マレー・ワシントン
演 - キンバリー・ヒューイ
ブッカーの妻で黒人女性協会リーダー。

## エピソード
| 通算 話数 | タイトル                                          | 監督               | 脚本                   | 公開日        | 製作 番号 |
| --------- | ------------------------------------------------- | ------------------ | ---------------------- | ------------- | --------- |
| 1         | "世紀の戦い" "The Fight of the Century"           | ケイシー・レモンズ | Nicole Jefferson Asher | 2020年3月20日 | T13.21551 |
| 2         | "頼れるのは自分だけ" "Bootstraps"                 | ケイシー・レモンズ | Janine Sherman Barrois | 2020年3月20日 | T13.21552 |
| 3         | "理想の女性像" "The Walker Girl"                  | DeMane Davis       | Elle Johnson           | 2020年3月20日 | T13.21553 |
| 4         | "すべての黒人に捧(ささ)ぐ" "A Credit to the Race" | DeMane Davis       | Nicole Jefferson Asher | 2020年3月20日 | T13.21554 |

## 製作
2016年11月10日、ゼロ・グラビティ・マネジメントがマダム・C.J.ウォーカーの伝記『On Her Own Ground』の映画化権を、リミテッドシリーズに発展させるオプション契約したことが発表された。
2017年7月6日、Netflixが本作の製作を発表した。撮影は、2019年7月26日から9月20日までカナダのミシサガ、ケンブリッジ、ストラトフォード、セントキャサリンズの各都市で行われた。

## 評価

### 批評
本作は批評集積サイトのRotten Tomatoesに13件のレビューがあり、批評家支持率は77%、平均点は10点満点で5.95点となっている。また、Metacriticには17件のレビューがあり、加重平均値は64/100となっている。